# Ludwigia microcarpa
Ludwigia microcarpa är en dunörtsväxtart som beskrevs av André Michaux. Ludwigia microcarpa ingår i släktet ludwigior, och familjen dunörtsväxter. Inga underarter finns listade i Catalogue of Life.